# 마법 주식회사
마법 주식회사(일본어: 魔法株式会社, Magical Company Ltd.)는 비디오 게임의 제작·판매를 주요 사업으로 하는 일본의 기업이다.

## 회사 소개
1985년, 효고현 고베시에서 설립되었다. 구 회사명은 "홈 데이터"이다. 1993년에 창립 10주년 기념으로 사명을 변경하였다. 아케이드 게임(주로 탈의마작 게임 등)의 개발, 아케이드에서 컴퓨터, 게임기 등의 이식작에 종사한다. OEM 개발도 많다.
휴대 전화용 응용 프로그램 제작·파칭코·파치슬로용 액정의 개발도 진행하고 있다. 1998년부터 2001년까지 테마파크 "고양이. 사랑"을 운영했었다.

## 주요 소프트웨어

### 아케이드 게임 (홈 데이터 시대)
- 마작방랑기 시리즈
- 마작 클리닉
- 마작 비타민 C - 당신은 선생님이야!
- 마작 레몬 엔젤
- 영계도사
- 배틀 크라이
- 마작 금지된 놀이 이케이케 교사의 욕망

### 소비자

#### 홈 데이터 명의
- 스쿤 - 발매원은 아이렘. (현 아이렘 소프트웨어 엔지니어링)
- 철완 아톰 - 패밀리 컴퓨터용 소프트. 발매원은 코나미.
- 코즈믹 엡실론 - 발매원은 아스믹.
- 테트라 스타 - 발매원은 타이토.
- 요시의 쿠키 - 발매원은 닌텐도.

#### 마법 명의
- 갑자원 시리즈
- Little League Baseball: Championship Series (리틀 리그 야구 - 챔피언십 시리즈) - 액티비전 (아타리)와 공동 개발·제작한 리틀을 소재로 한 야구 게임.
- 불꽃놀이 장인이 되자 시리즈
- 장기초강 시리즈
- 매지컬 스포츠 시리즈
- QUIQUI
- 삼국군영전

### 이식 작품
- 마블 매드니스
- 아랑전설 시리즈